# Malpighia micropetala
Malpighia micropetala är en tvåhjärtbladig växtart som beskrevs av Ignatz Urban. Malpighia micropetala ingår i släktet Malpighia och familjen Malpighiaceae. Inga underarter finns listade i Catalogue of Life.